# Victoria București (companie)
Victoria București este o companie producătoare de materiale chimice din România.
Cifra de afaceri în 2006: 24,1 milioane lei